# James D. Macdonald

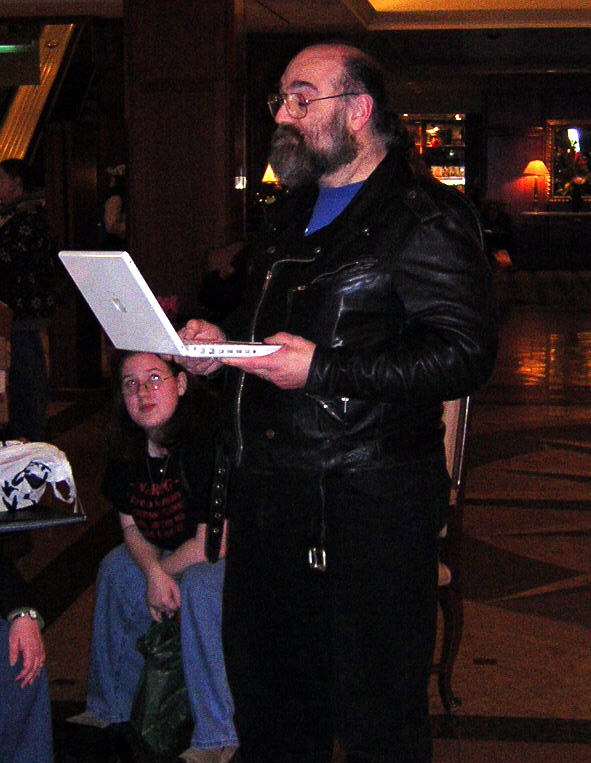
Jim Macdonald liest auf der 43. Boskone, 2006

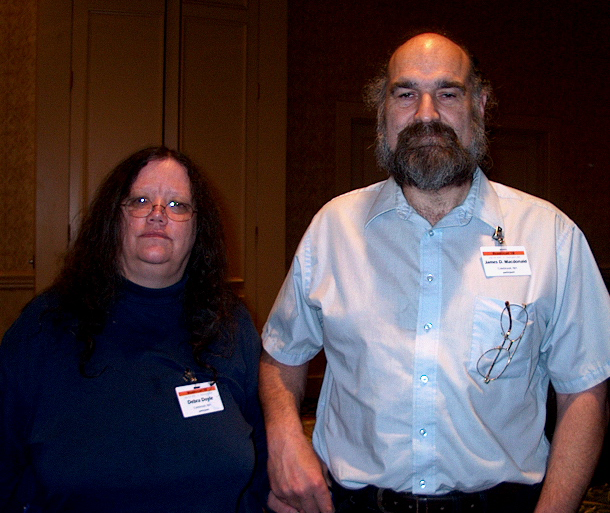
James D. Macdonald und Debra Doyle auf der Readercon

James Douglas Ignatius Macdonald (* 1954 in White Plains, New York) ist ein US-amerikanischer Science-Fiction-, Fantasy- und Mystery-Schriftsteller und Kritiker. Er lebt gemeinsam mit seiner Frau Debra Doyle in New Hampshire. Er schreibt in mehreren Genres, hauptsächlich Fantasy und Tie-ins.

## Biografie
Macdonald wurde 1954 geboren und wuchs in White Plains, New York auf. Er besuchte die University of Rochester und trat im Anschluss für 15 Jahre der US Navy bei. Er schreibt seit Anfang der 90er Jahre professionell und hat bisher 35 Romane veröffentlicht.

## Bildungsarbeit
Macdonald ist bekannt für seine Arbeit bei der Ausbildung aufstrebender Autoren, insbesondere für seine Ratschläge zur Vermeidung von Plagiatsvorwürfen. Zu Beginn seiner Karriere wurde er von einem solchen Autor gefragt, wie viel er für die Veröffentlichung seiner Bücher bezahlt habe, und als Reaktion darauf begann Macdonald eine Kampagne, um andere Schriftsteller über die Probleme der Selbstkostenverlage aufzuklären. Im Rahmen dieser Kampagne prägte er den Begriff Yog's Law, indem es heißt: „Geld sollte in Richtung des Autors fließen.“ Diese Regel ist nach „Yog Sysop“ benannt, einem Spitznamen von Macdonald, der seinen Ursprung in H. P. Lovecrafts Cthulhu-Mythos und der darin vorkommenden Gottheit Yog-Sothoth hat. Das Gesetz ist oft zitiert worden, unter anderem von John Scalzi und Teresa Nielsen Hayden, wenn sie Ratschläge zur Suche nach einem Agenten und zur Veröffentlichung geben.

### Atlanta Nights und PublishAmerica
Ein Ziel seiner Kampagne ist PublishAmerica, ein Unternehmen, das behauptet, kein Selbstkostenverlag zu sein, sondern ein „traditioneller Verlag“, der Bücher aufgrund ihrer Qualität akzeptiert oder ablehnt. Macdonald organisierte eine Gruppe professioneller Autoren, um zu testen, ob dieses Unternehmen tatsächlich Beiträge aus Gründen der Klarheit und des Realismus las, bevor sie akzeptiert wurden. Einen Tag nachdem Macdonald eine Pressemitteilung herausgegeben hatte, in der bekannt gegeben wurde, dass PublishAmerica ein Manuskript angenommen hatte, das so schlecht wie möglich erstellt wurde, zog das Unternehmen das Angebot zur Veröffentlichung zurück.

## Auszeichnungen
- 1993: Mythopoeic Award für Knight's Wyrd als bestes Kinder-Fantasybuch (mit Debra Doyle)[7]

## Bibliografie (Auswahl)

### Romane

#### Circle of Magic / The Wizard Apprentice
Gemeinsam mit Debra Doyle.
- 1 School of Wizardry, Troll Associates 1990, ISBN 0-8167-1827-X
- 2 Tournament and Tower, Troll Associates 1990, ISBN 0-8167-1829-6
- 3 City by the Sea, Troll Associates 1990, ISBN 0-8167-1831-8
- 4 The Prince's Players, Troll Associates 1990, ISBN 0-8167-1833-4
- 5 The Prisoners of Bell Castle, Troll Associates 1990, ISBN 0-8167-1835-0
- 6 The High King's Daughter, Troll Associates 1990, ISBN 0-8167-1837-7
- 7 Mystery at Wizardry School, Hodder Children’s Books 2003, ISBN 0-340-88234-4
- 8 Voice of the Ice, Hodder Headline Australia 2004, ISBN 0-7336-1856-1

#### Mageworlds
Gemeinsam mit Debra Doyle.
- 1 The Price of the Stars, Tor 1992, ISBN 0-8125-1704-0
- 2 Starpilot's Grave, Tor 1993, ISBN 0-8125-1705-9
- 3 By Honor Betray'd, Tor 1994, ISBN 0-8125-1706-7
- 4 The Gathering Flame, Tor 1995, ISBN 0-8125-3495-6
- 5 The Long Hunt, Tor 1996, ISBN 0-8125-3496-4
- 6 The Stars Asunder, Tor 1999, ISBN 0-312-86410-8
- 7 A Working of Stars, Tor 2002, ISBN 0-312-86411-6

#### Bad Blood
Gemeinsam mit Debra Doyle.
- 1 Bad Blood, Berkley Books 1993, ISBN 0-425-13953-0
- 2 Hunters' Moon, Berkley Books 1994, ISBN 0-425-14362-7
- 3 Judgment Night, Berkley Books 1995, ISBN 0-425-14728-2

#### MechWarrior Dark Age
Als Martin Delrio.
- 4 A Silence in the Heavens, Roc / New American Library 2003, ISBN 0-451-45932-6
  - Der Himmel schweigt, Heyne 2004, Übersetzer Reinhold H. Mai, ISBN 3-453-87912-0
- 5 Truth and Shadows, Roc / New American Library 2003, ISBN 0-451-45938-5
  - Schatten der Wahrheit, Heyne 2004, Übersetzer Reinhold H. Mai, ISBN 3-453-52002-5
- 6 Service for the Dead, Roc / New American Library 2003, ISBN 0-451-45943-1
  - Den Toten dienen, Heyne 2005, Übersetzer Reinhold H. Mai, ISBN 3-453-52015-7

#### American Civil War with Magic
Gemeinsam mit Debra Doyle.
- Land of Mist and Snow, Eos / HarperCollins 2006, ISBN 0-06-081919-7
- Lincoln's Sword, Eos / HarperCollins 2010, ISBN 978-0-06-081927-9

#### Planet Builders
Als Robyn Tallis, mit Debra Doyle.
- 2 Night of Ghosts and Lightning, Ivy Books / Ballantine 1989, ISBN 0-8041-0202-3
- 5 Zero-Sum Games, Ivy Books / Ballantine 1989, ISBN 0-8041-0207-4

#### Tom Swift
Als Victor Appleton, mit Debra Doyle.
- 5 Monster Machine, Archway / Pocket Books 1991, ISBN 0-671-67827-2
- 6 Aquatech Warriors, Archway / Pocket Books 1991, ISBN 0-671-67828-0

### Weitere Romane
Gemeinsam mit Debra Doyle.
- Pep Rally, HarperPaperbacks 1991, ISBN 0-06-106084-4 (als Nicholas Adams)[8]
- Night of the Living Rat!, Ace Books 1992, ISBN 0-441-91079-3
- Knight's Wyrd, Jane Yolen Books / Harcourt Brace Jovanovich 1992, ISBN 0-15-200764-4
- Blood Brothers, Lions / HarperCollins (UK) 1994, ISBN 0-00-674929-1 (als Nicholas Adams)
- Vampire's Kiss, HarperPaperbacks 1994, ISBN 0-06-106177-8 (als Nicholas Adams)
- Timecrime, Inc., HarperPaperbacks 1991, ISBN 0-06-106014-3
- Mortal Kombat, Tor 1995, ISBN 0-8125-4452-8 (als Martin Delrio, Buch zum gleichnamigen Film)
- Spiderman: Global War, Pocket Books 1996, ISBN 0-671-00799-8 (als Martin Delrio)
- Groogleman, Jane Yolen Books / Harcourt Brace 1996, ISBN 0-15-200235-9
- Prince Valiant, Avon Books 1998, ISBN 0-380-79405-5 (als Martin Delrio)
- Requiem for Boone, Tor 2000, ISBN 0-312-87461-8
- The Apocalypse Door, Tor 2002, ISBN  0-312-86988-6
- Atlanta Nights, Lulu.com 2005, ISBN 1-4116-2298-7